# Maurice Blocker
Maurice Blocker est un boxeur américain né le 15 mai 1963 à Washington, D.C..

## Carrière
Passé professionnel en 1982, il devient champion d'Amérique du Nord NABF des poids welters en 1985 mais échoue une première fois en championnat du monde le 18 avril 1987 face à Lloyd Honeyghan. Il saisit en revanche la seconde chance qui lui est offerte le 19 août 1990 en disposant aux points de Marlon Starling. 
Blocker cède sa ceinture de champion du monde des poids welters WBC lors du combat de réunification l'opposant au champion IBF Simon Brown le 18 mars 1991 mais profite de ce que cette ceinture IBF est laissée vacante peu après pour s'en emparer le 4 octobre 1991 aux dépens de Glenwood Brown. S'ensuivent une défense victorieuse face à Luis Gabriel Garcia, une défaite contre Terry Norris, titre des super-welters WBC en jeu, et la perte de son titre IBF face à Felix Trinidad par KO au 2e round le 19 juin 1993. Il met un terme à sa carrière après ce revers sur un bilan de 36 victoires et 4 défaites.

## Référence
1. ↑  (en) Maurice Blocker vs. Felix Trinidad (boxrec.com)